# Inspector Willoughby
El inspector Willoughby (conocido en Hispanoamérica como el Bigote Investigador o el Ojo de Águila) es un personaje ficticio de caricatura creado por el caricaturista estadounidense Walter Lantz. El personaje es un detective de pequeña estatura pero de un talento y fuerza extraordinario.

## Biografía
El inspector Willoughby (también conocido como el Agente Secreto 6 7/8) era un agente secreto con ojos caídos, un bigote abultado y una voz lacónica. Resolvía misterios y estaba en contra del crimen. Era muy similar a Droopy en voz y estatura. A pesar de su estatura  diminutiva, puede físicamente retener y usar impresionantes movidas de judo con hombres el doble de su tamaño. Era establecido en el corto "Mississippi Slow Boat", que su nombre es Stuart.
Tenía otros trabajos aparte de su labor detectivesca, tales como ser oficial de ausentismo, enfermero y guardabosques. Se especula que tiene parientes en esos trabajos. La primera aparición de un personaje como Willoughby fue un guarda de conservera en Salmon Yeggs (1958). Aunque pequeños hombres calvos han sido vistos en los episodios The Clip Joint, Billion Dollar Boner y Hunger Strife, no fueron "auténticos" Willoughbies.

## Episodios
- Hunger Strife
- Rough and Tumbleweed[2]
- Eggnapper
- Mississippi Slow Boat
- The Case of the Red-Eyed Ruby
- Phoney Express
- Hyde and Sneak
- Coming Out Party
- Case of the Cold Storage Yegg
- Hi-Seas Hi-Jacker
- The Case of the Maltese Chicken
- The Case of the Elephant's Trunk